# Campionatul Mondial de Atletism din 2022 - 20 km marș (feminin)
Proba feminină de 20 de km marș de la Campionatul Mondial de Atletism din 2022 a avut loc la data de 15 iulie 2022 pe Hayward Field din Eugene, SUA.

## Timpul de calificare
Timpul standard pentru calificare automată în finală a fost 1:31:00.

## Program
Ora este ora SUA (UTC-7) 
| Data                  | Oră   | Etapă  |
| --------------------- | ----- | ------ |
| Vineri, 15 iulie 2022 | 13:10 | Finala |

## Rezultate
Au participat 41 de sportive.
| Loc | Nume                   | Țară                       | Timp    | Note |
| --- | ---------------------- | -------------------------- | ------- | ---- |
| 1   | Kimberly García        | Peru                       | 1:26:58 | RN   |
| 2   | Katarzyna Zdziebło     | Polonia                    | 1:27:31 | RN   |
| 3   | Qieyang Shijie         | China                      | 1:27:56 |      |
| 4   | Jemima Montag          | Australia                  | 1:28:17 |      |
| 5   | Liu Hong               | China                      | 1:29:00 |      |
| 6   | Nanako Fujii           | Japonia                    | 1:29:01 |      |
| 7   | Alegna González        | Mexic                      | 1:29:40 |      |
| 8   | Valentina Trapletti    | Italia                     | 1:29:54 |      |
| 9   | Ana Cabecinha          | Portugalia                 | 1:30:29 |      |
| 10  | Ma Zhenxia             | China                      | 1:30:39 |      |
| 11  | Olena Sobchuk          | Ucraina                    | 1:31:19 |      |
| 12  | Liudmila Olianovska    | Ucraina                    | 1:31:42 |      |
| 13  | Wu Quanming            | China                      | 1:31:44 |      |
| 14  | Kumiko Okada           | Japonia                    | 1:31:53 |      |
| 15  | Saskia Feige           | Germania                   | 1:32:12 |      |
| 16  | Noelia Vargas          | Costa Rica                 | 1:32:36 |      |
| 17  | Viviane Lyra           | Brazilia                   | 1:33:11 |      |
| 18  | Meryem Bekmez          | Turcia                     | 1:33:27 |      |
| 19  | Glenda Morejón         | Ecuador                    | 1:34:27 |      |
| 20  | Rebecca Henderson      | Australia                  | 1:34:38 |      |
| 21  | Eliška Martínková      | Cehia                      | 1:34:45 |      |
| 22  | Kiriaki Filtisakou     | Grecia                     | 1:34:55 |      |
| 23  | Brigita Virbalytė      | Lituania                   | 1:35:36 |      |
| 24  | Robyn Stevens          | Statele Unite ale Americii | 1:36:16 |      |
| 25  | Carolina Costa         | Portugalia                 | 1:36:31 |      |
| 26  | Karla Jaramillo        | Ecuador                    | 1:36:36 |      |
| 27  | Ángela Castro          | Bolivia                    | 1:36:52 |      |
| 28  | Christina Papadopoulou | Grecia                     | 1:37:20 |      |
| 29  | Enni Nurmi             | Finlanda                   | 1:37:29 |      |
| 30  | Emily Wamusyi Ngii     | Kenya                      | 1:37:43 |      |
| 31  | Evelyn Inga            | Peru                       | 1:38:23 |      |
| 32  | Inês Henriques         | Portugalia                 | 1:38:32 |      |
| 33  | Galina Yakusheva       | Kazahstan                  | 1:38:47 |      |
| 34  | Priyanka Goswami       | India                      | 1:39:42 |      |
| 35  | Miranda Melville       | Statele Unite ale Americii | 1:39:58 |      |
| 36  | Rachelle de Orbeta     | Puerto Rico                | 1:41:55 |      |
|     | Valeria Ortuño         | Mexic                      | NT      | NT   |
|     | Hanna Shevchuk         | Ucraina                    | NT      | NT   |
|     | María Pérez            | Spania                     | DS      | DS   |
|     | Maidy Monge            | Guatemala                  | DS      | DS   |
|     | Nicole Colombi         | Italia                     | DS      | DS   |